# Royal Antwerp FC
Royal Antwerp Football Club (afgekort RAFC), of kortweg Antwerp, is de oudste Belgische professionele voetbalclub en is gevestigd in Deurne, Antwerpen. De clubkleuren waren oorspronkelijk  geel en zwart. Via een tussenstap naar zalmroze is het nu naar analogie met de stadskleuren, rood en wit. Antwerp werd opgericht in 1880 als de "Antwerp Cricket Club". Bij het toekennen van de stamnummers in 1926 was Antwerp de oudste nog bestaande club van België na het verdwijnen van Brussels Football Club. Daardoor is Antwerp bij de Koninklijke Belgische Voetbalbond aangesloten met stamnummer 1.
De club speelt sinds 1923 in het Bosuilstadion (met een praktische capaciteit van 16.144 plaatsen). Sinds 1993 is Antwerp de laatste Belgische voetbalclub die een Europese bekerfinale betwistte. Sinds 2016 is Royal Antwerp FC, als oudste voetbalclub van België, lid van de Club of Pioneers.

## Geschiedenis

### Ontstaan en eerste seizoenen
In navolging van Brussels Cricket Club (opgericht in 1875), ontstond omstreeks 1880 in Antwerpen de Antwerp Cricket Club. Verschillende sporten werden onderling beoefend, af en toe afgewisseld met een echte match tegen een of andere Britse scheepsbemanning. Naargelang de seizoenen veranderde ook de sportbeoefening. Zo waren cricket en tennis zomersporten, terwijl rugby en voetbal overwegend in de winter beoefend werden. Voetbal kreeg overigens pas in 1887 definitief voet aan wal.
In 1889 ontstond er met Brussels Football Club (een onderafdeling van de Brussels Cricket Club) een tweede Belgische voetbalclub, spoedig uitgedaagd door Antwerp Football Club, de benaming waaronder de pers de esbattementen van "de voetballende leden van Antwerp Cricket Club" intussen beschreef.
De oude Antwerp Cricket Club werd op 8 mei 1892 ontbonden, maar werd amper drie dagen later, op 11 mei, alweer heropgericht. Antwerp Football Club ondervond echter weinig hinder van deze crisis bij Antwerp Cricket Club, want de voetbalploeg beschikte toen reeds over een apart bestuur met het oog op de organisatie van verre, dure verplaatsingen (zoals bvb. de wedstrijd op 30 maart 1890 te Breda tegen VV Concordia).
Met de komst van Brugsche FC (1891), Racing FC (1891), FC Liégeois (1892) en Brussels FA Club (1892) was de Belgische voetbaltrein definitief vertrokken en al in november 1892 startte Antwerp FC gesprekken met Brussels FC die uiteindelijk op 4 augustus 1895 zouden leiden tot de oprichting van de UBSSA, de Belgische sportbond en latere Voetbalbond.
Het eerste speelveld van Antwerp FC bevond zich op het Wilrycksche Plein, zo’n 300 meter van het Kruishof. Een uitgestrekte vlakte die vaak als militair oefenveld werd gebruikt en daardoor ook gekend stond als "Plaine des Manœuvres".
Na het primitieve gedoe op het Wilrycksche Plein verhuisde Antwerp FC in december 1893 naar een goed genivelleerd terrein, gelegen aan de Transvaalstraat in de wijk Zurenborg. Om de kosten te drukken voor het in orde brengen van het terrein, werd in maart 1894 besloten tot een samenwerkingsakkoord tussen Antwerp Football Club, Antwerp Cricket Club en Antwerp Tennis Club (opgericht in 1886).
De drie clubs traden gezamenlijk naar buiten als Antwerp Cricket, Football and Lawn-Tennis Club en deelden tijdens het seizoen 1894-1895 dezelfde terreinen. Op het einde van dat seizoen verdween het cricket echter uit Antwerpen bij gebrek aan belangstelling.
Door de oprukkende bebouwing in de wijk Zurenborg, diende Antwerp Football Club (terug afzonderlijk) in november 1895 een paar honderd meter te verhuizen naar een terrein naast de Velodroom van Zurenborg. Op die locatie speelde de club ook haar thuiswedstrijden in het eerste kampioenschap (1895/96). Antwerp FC ging daarin van start als grote favoriet, maar moest de titel onverwacht aan FC Liégeois laten. Overigens speelde Antwerp toen nog in geel-zwart, om dan later, via zalmroze, naar rood-wit over te stappen.
In november 1897 verhuisde de club opnieuw, dit keer naar het middenplein van de Velodroom van Zurenborg.
Ook de volgende jaren kon Antwerp helemaal niet meestrijden voor de titel, en stelde het sportief teleur, tot het seizoen 1899/1900. Dat seizoen eindigde de club in de Afdeling Brabant, Antwerpen, Limburg en Luik op een gedeelde eerste plaats met Racing Club de Bruxelles. Een testwedstrijd in Leuven moest beslissen wie FC Brugeois (winnaar van de Afdeling Oost- en West-Vlaanderen) mocht bekampen in de testmatchen voor de landstitel. Antwerp verloor evenwel van Racing Club de Bruxelles met 1-0 na een own goal.

### Jaren 1900-'10: Begin van rivaliteit met Beerschot
In mei 1900 kende het voetbal in Antwerpen een groot conflict. Een groot deel van de spelers van Antwerp trok naar het pas opgerichte Beerschot AC. Dat Beerschot zou de volgende twee seizoenen ook telkens op een tweede plaats stranden. Antwerp daarentegen, ging in 1900/01 vrijwillig in de Eerste Afdeling (toen de Tweede Klasse) spelen, om te herstellen van het verdwijnen van zoveel spelers. Na één seizoen keerde Antwerp terug, maar kon er jarenlang geen rol van betekenis spelen. In 1903 ging de ploeg spelen op een terrein aan de Kruisstraat; vijf jaar later verhuisden ze naar de Broodstraat, waar ze voor het eerst eigenaar werden.
Na de Eerste Wereldoorlog kenden de Antwerpse clubs geleidelijk aan meer succes. Het was echter concurrent Beerschot dat in 1922 als eerste club uit de stad met een landstitel ging lopen. Antwerp FC eindigde dat jaar als derde, op amper twee puntjes. Ondertussen had Antwerp in 1920 de koninklijke titel gekregen en heette sindsdien Royal Antwerp FC. Een match tussen Royal Antwerp FC en Beerschot, een echte stadsderby, beslist over de zogenaamde titel "Ploeg van 't Stad". Dit is een louter symbolische titel, maar is voor beide ploegen zeer ernstig en een echte erezaak. Ook zijn dit steeds risicomatchen, waar er extra beveiliging wordt ingezet, aangezien het in het verleden dikwijls tot rellen is gekomen tussen beide supportersgroepen.

### Jaren 1920-'30: Eerste twee titels en verhuis naar de Bosuil
Antwerp keek opnieuw uit naar nieuwe terreinen. Men had een groot (30 ha) en open terrein op het oog in Deurne, nabij de lusttuin Bosschuil. Er ontstond onenigheid binnen de club. Een groep binnen het bestuur, met onder meer voorzitter Henri Elebaers en Alfred Verdyck, haalden met één stem de meerderheid voor hun plan om enkel de 8 hectare op te kopen die nodig was voor de uitbouw van de nieuwe infrastructuur. Anderen en geldschieters daarentegen hadden het volledige terrein willen kopen, en zouden de overige oppervlakte gebruiken voor andere winstgevende projecten. Dit was echter in strijd met de regels van de Voetbalbond, die geen commerciële activiteiten toestond. Het Bosuilstadion werd ingewijd op 1 november 1923 met een wedstrijd tussen België en Engeland, die 40.000 toeschouwers aantrok.
Ondanks dit nieuwe grote stadion kende Antwerp nog problemen. Stadsrivaal Beerschot bleef de betere club in Antwerpen en pakte nog enkele landstitels in de jaren twintig. Ook op extra-sportief gebied bleven de conflicten in de club voortduren. De investeerders en eigenaars wilden professioneel worden, gebaseerd op het Engels model. Professionalisme was in die tijd echter nog niet toegelaten door de Voetbalbond, en het bestuur verkoos dan ook amateur te blijven. De eigenaars van de officiële naam en het Bosuilstadion weigerden nog de toegang tot het stadion. Met een jonge ploeg, en met de naam L'Antwerp, speelde men zo het seizoen 1928/29. De thuiswedstrijden werd afgewerkt op de naburige terreinen van Beerschot AC en van Berchem Sport. Toch wist Antwerp met deze ploeg in 1929 zijn allereerste landstitel binnen te halen. Antwerp was samen met Beerschot op een eerste plaats geëindigd. Een testwedstrijd op het terrein van Racing Mechelen moest over de titel beslissen; Antwerp won met 2-0. De partijen binnen de club verzoenden zich opnieuw, en men ging weer als Royal Antwerp FC in het eigen Bosuilstadion spelen.
Antwerp kon in 1930 bijna zijn titel verlengen, maar strandde als tweede op één puntje van kampioen RCS Brugeois. Het jaar nadien, in 1930/31, was het echter opnieuw raak, en haalde Antwerp zijn tweede landstitel binnen. Het jaar nadien strandde men opnieuw als tweede op slechts één puntje, ditmaal van kampioen en provinciegenoot Liersche SK.
Antwerp bleef meestrijden in de top tijdens de jaren dertig. Halverwege de jaren 30 ontstond een nieuw conflict in de club. In 1934 was de Hongaarse trainer Ignace Molnar binnengehaald. Onder die trainer was het seizoen 1935/36 slecht van start gegaan, maar de terugronde was voor Antwerp een erg sterke periode. Die werd al ingezet met een 7-1 zege tegen de uittredende kampioen Union Sint-Gillis. Antwerp zou uiteindelijk het seizoen afsluiten met 99 gescoorde doelpunten in 26 wedstrijden; dit waren er 37 meer dan kampioen Daring Club de Bruxelles. Toch werd Molnar door het bestuur ontslagen.

### Jaren 1940-'50: 3e en 4e titel en de eerste bekerwinst
Er ontstond onenigheid tussen de spelers en het bestuur. Het volgende seizoen slaagde de ploeg er niet in aan te knopen met de sterke prestaties van het vorige seizoen, en werd een modale middenmoter. Na een 7-1-verlies bij Standard Club Liège, werden verschillende pro-Molnar spelers van opzettelijk slecht spelen beschuldigd, en geschorst door het bestuur. Ze verlieten de club, en richtten Antwerp Boys op, waar ook andere voormalige en actieve Antwerpspelers naartoe trokken. Die nieuwe club sloot zich aan bij de Vlaamse Voetbalbond, een met de KBVB concurrerende bond. Die ploeg zou er enkele malen kampioen worden.
De eerste jaren van de Tweede Wereldoorlog werd geen competitie gespeeld, of werden provinciale kampioenschappen gespeeld met een irreguliere nationale eindronde. Vanaf 1941 werden de normale competities hervat. Antwerp bleef een van de betere clubs, en slaagde er zo in 1943/44 in zijn derde landstitel te pakken. Het volgende seizoen werd door de gevechten tijdens de bevrijding niet gespeeld. Het eerste seizoen na de oorlog (1945/46) kon Antwerp weliswaar zijn titel niet verlengen; het eindigde tweede na RFC Malinois. Tegen de jaren 50 was Antwerp weer een middenmoter geworden.
In 1955 slaagde de club er echter opnieuw in een prijs te pakken. Antwerp won bij zijn 75-jarig bestaan zijn eerste Beker van België, na een 4-0 winst tegen Waterschei SV Thor. In het volgende competitieseizoen 1955/56 wist men ook nog eens tweede te worden. Antwerp streed opnieuw mee aan de top. In 1957 pakte Antwerp zo zijn vierde landstitel, met 6 punten voorsprong op het in die tijd erg succesvolle RSC Anderlecht. Het jaar nadien wist Antwerp bijna zijn titel te verlengen. Antwerp eindigde met evenveel punten als Standard Club Liégeois. Bij gelijke punten was het in die tijd echter de ploeg met de minste nederlagen die eerste werd. Standard had slechts vier wedstrijden verloren, Antwerp vijf. Zo greep Antwerp in 1958 net naast de titel. Antwerp speelde dat jaar wel voor het eerst Europees. In de Europacup trof men Europese topclub Real Madrid. Na een 1-2 nederlaag thuis voor 55.000 toeschouwers, ging Antwerp ook in Madrid met 6-0 onderuit.

### Jaren 1960: Magere jaren en de eerste degradatie
Antwerp eindigde nog een paar maal bovenaan in het begin van de jaren 60, maar moest in 1964/65 plots vechten tegen degradatie. Uiteindelijk eindigde Antwerp met twee punten voor de twee degraderende ploegen. Antwerp redde zich na onder meer een 1-0 zege tegen uiteindelijke degradant KFC Diest op de voorlaatste speeldag. Antwerp bleef echter wisselvallig. Uiteindelijk eindigde Antwerp in 1968 als voorlaatste. Voor het eerst in zijn geschiedenis moest Antwerp verplicht degraderen uit de Eerste Klasse. De oorzaak werd gezocht bij de terughoudendheid van het clubbestuur zich aan te passen aan het groeiend professionalisme in het Belgisch voetbal. Voorzitter Fernand Collin nam ontslag en een nieuw bestuur zou proberen de toekomst van de club te verzekeren.
Het eerste seizoen in Tweede Klasse was erg slecht. Antwerp eindigde ver onderaan, en werd pas 12de op 16 clubs. Het seizoen nadien eindigde Antwerp echter tweede, met evenveel punten als kampioen KFC Diest, en verdiende zo weer een promotie naar de hoogste afdeling in 1970.

### Jaren 1970-'80: Ups en downs en het wonder van Vitosha
In 1970/71 kon Antwerp met geluk een degradatie vermijden. In de loop van het seizoen was de latere kampioen Standard met 0-2 bij Antwerp komen winnen. Standard had echter vier buitenlanders opgesteld, één meer dan toegelaten. Na een klacht kreeg Antwerp een 5-0-overwinning met de bijhorende twee punten toegekend. Uiteindelijk bleek op het einde van het seizoen Antwerp met amper één puntje voorsprong te eindigden op de voorlaatste, Sporting Charleroi. Die twee punten bleken zo een belangrijk aandeel te hebben gehad in het behoud van de ploeg in de hoogste afdeling.
Antwerp kon uiteindelijk langzaam weer opklimmen. In 1973/74 werd shirtsponsoring ingevoerd in België. Bell Telephone werd de eerste sponsor die verscheen op het shirt van Antwerp. Dat jaar bereikte men de halve finale van de Belgische Beker. Bovendien sloot men het seizoen weer af op een tweede plaats, op amper twee punten van kampioen Anderlecht. Ook in 1975 werd men tweede, weliswaar op ruime achterstand van RWDM. In de Beker bereikte Antwerp dat jaar de finale, na onder meer de uitschakeling van datzelfde RWDM. Uiteindelijk was het Anderlecht dat met 1-0 de bekerwinst pakte.
Het seizoen nadien startte Antwerp als een van de favorieten. Het schakelde in de UEFA Cup ook Aston Villa FC uit. Onder andere door een hoop blessureleed eindigde men het seizoen uiteindelijk in de middenmoot. Antwerp bleef de komende seizoenen meestal in de middenmoot spelen. In 1987 eindigde men zelfs even boven de degradatiezone. Het jaar nadien, onder trainer Georg Keßler, zette Antwerp echter onverwacht sterke prestaties neer. Antwerp werd ongeslagen herfstkampioen. Na de winterstop ging het echter iets minder, en uiteindelijk strandde men samen met KV Mechelen op amper twee punten van kampioen Club Brugge. Antwerp kon het seizoen nadien echter niet doorgaan op dit elan: het werd Europees vroeg uitgeschakeld en kon in de competitie nog net een Europees ticket bemachtigen op het einde van het seizoen.
Dat volgende Europees seizoen in de UEFA Cup 1989/90 zette de ploeg een memorabele prestatie neer tegen het Bulgaarse Vitosha Sofia (het Mirakel van Vitosha). Antwerp had in Bulgarije 0-0 gelijk gespeeld. Bij de terugwedstrijd kwam Antwerp echter al gauw op achterstand. Twintig minuten voor tijd verloor men na een blessure ook Franky Dekenne als elfde man. Een minuut voor het eind stond Antwerp 1-3 achter. Na de blessure werd echter 6 minuten extra speeltijd gegeven. Antwerp scoorde nog drie maal in die minuten, en plaatste zich zo in extremis voor de volgende ronde. In de volgende rondes schakelde Antwerp recente UEFA-bekerfinalisten Dundee United FC en VfB Stuttgart uit om uiteindelijk in de kwartfinales tegen 1. FC Köln te stranden. Ook in de nationale competitie pakte men weer een Europees ticket.

### Jaren 1990: Tweede bekerwinst en Europese finale
In 1991 werd het oude Bosuilstadion grondig verbouwd, en werden onder meer 800 business-seats ingericht. In 1992 was Antwerp succesvol in de Beker van België. KV Mechelen werd verslagen na strafschoppen. Pas de 22ste strafschop bracht de beslissing. 37 jaar na de eerste bekerwinst, en 35 jaar na de laatste titel, haalde Antwerp weer een trofee binnen.
Dankzij die bekerwinst speelde Antwerp in 1992/93 in de Europese Beker voor Bekerwinnaars. Antwerp was er succesvol, en stootte door naar de finale. De finale werd gespeeld tegen het Italiaanse Parma AC, in het Engelse Wembley Stadium, maar werd weliswaar met 3-1 verloren.
Antwerp eindigde in de competitie nog een paar jaar in de subtop, maar kon Europees geen successen meer boeken. In de competitie eindigde men in 1995 zelfs maar net boven de degradatiezone. Bovendien waren er problemen met het stadion. Zo liet in augustus 1995 de stad Antwerpen een tribune een tijd sluiten wegens de instabiliteit van de dakconstructie. Het volgend jaar bleven de affaires rond het stadion aanslepen en volgde een nieuwe sluiting. Een derde sluiting volgde eind 1997. Ook sportief gezien kende Antwerp weinig succes. 1997/98 eindigde men afgetekend op de laatste plaats, en Antwerp degradeerde opnieuw naar Tweede Klasse. De tweede staantribune werd gesloopt, en Antwerp kreeg geen steun voor de bouw van een nieuw stadion. De club ging wel een samenwerking aan met het Engelse Manchester United. Beloftevolle jongeren van de Engelse club zouden bij Antwerp speelkans krijgen en ervaring opdoen in competitie alvorens terug te keren naar Engeland.

#### Seizoen 1999-2000: De terugkeer naar de eerste klasse
Antwerp strandde zijn eerste nieuwe seizoen in tweede klasse al op een tweede plaats. Ook via de eindronde kon men echter geen promotie afdwingen. Het volgende seizoen was het wel raak. Antwerp won de tweede klasse in 1999/2000, en keerde terug naar de hoogste afdeling. Vooral het duo Patrick Goots en Darko Pivaljević viel op, Patrick Goots werd zelf topschutter van de tweede klasse.

### Jaren 2000

#### 2000-2004: Vier jaar eerste klasse
Vier jaar vertoefde Antwerp in de eerste klasse van het Belgische voetbal, met Patrick Goots en Darko Pivaljević als belangrijkste draaischijven. In deze periode waren ook Tony Sergeant, Yves Feys en Harald Pinxten vaste waarden. Men vond echter geen aansluiting met de top en Antwerp maakte geen al te grote impact meer op het verloop van het eersteklassevoetbal. Het laatste grote wapenfeit van die vier seizoenen eerste klasse was de winst tegen stadsrivaal Germinal Beerschot met 5-3. In 2004 werd Antwerp opnieuw laatste en zakte naar tweede klasse.

#### Seizoen 2004-2005
Men begon het eerste seizoen in Tweede Klasse vol overtuiging dat men snel terug in eerste klasse gingen kunnen spelen, het seizoen werd echter een teleurstelling, en vele talentvolle spelers verlieten de club. Vanwege de financiële toestand van de club werd er echter nooit echt een sterk team gevormd.
In 2005 haalde Eddy Wauters Manchester United naar de Bosuil voor een galamatch ter ere van het 125-jarige bestaan van de club. Bij Manchester United kwamen o.a. Paul Scholes, Cristiano Ronaldo, Wayne Rooney, Darren Fletcher en Ruud van Nistelrooy aan de aftrap. Dit zou een van de laatste grote evenementen worden op de Bosuil voor enige jaren.

#### Seizoen 2005-2006
Seizoen 2005-2006 behoorde tot een van de zwarte bladzijden uit de geschiedenis van de club. Zo was er de voetbalmatch in tweede klasse tussen AS Verbroedering Geel en Antwerp, en vooral de daarop volgende rellen. Supporters van Geel werden belaagd door Antwerp-fans. Een tweehonderdtal hooligans ging met elkaar op de vuist. In het tumult werd de politiecommissaris van Geel vertrappeld. Hij liep hierbij een beenbreuk op. Verder moesten nog vier supporters afgevoerd worden, onder hen twee stewards. Enkele anderen werden ter plaatse verzorgd. In totaal werden vijftien Antwerp-fans opgepakt. Antwerp eindigde dit seizoen zevende.

#### Seizoen 2006-2007
Voor de competitie werden KV Kortrijk, KVSK United, Antwerp en KV Mechelen als titelfavoriet beschouwd. Het was echter neo-tweedeklasser FC Dender EH dat de eerste periode won. Ze verzekerden zich zo van een plaats in de eindronde. Ze telden na tien wedstrijden al negen punten voorsprong op Antwerp. Titelfavoriet Antwerp beëindigde de eerste periode op de tweede plaats. KV Mechelen stond zesde met zestien op dertig. De andere titelfavorieten KV Kortrijk en KVSK United stonden verrassend in de tweede kolom op respectievelijk de elfde en twaalfde plaats.
De tweede periode werd toch gewonnen door Antwerp. Het eindigde daarin op een gedeelde eerste plaats met KV Mechelen, maar door een beter doelpuntensaldo was Antwerp vroegtijdig zeker van minstens deelname aan de eindronde. Na die tweede periode stond FC Dender nog steeds op kop en had het vier punten voorsprong op Antwerp.
De derde periode werd gewonnen door KV Kortrijk. Antwerp, dat de eerste helft van het seizoen de grootste concurrent voor FC Dender leek, kende een slechte laatste periode. De club werd nog voorbijgestoken door KV Kortrijk en KV Mechelen, dat op het einde van het seizoen de laatste titelconcurrent voor FC Dender werd. Op 13 mei, op de voorlaatste speeldag, verzekerde FC Dender EH zich uiteindelijk van de kampioenstitel.

#### Seizoen 2007-2008
Seizoen 2007-2008 was opnieuw een tegenvaller voor de Great Old. Opnieuw knokte de ploeg zich in de eindronde en eindigde tweede. AFC Tubeke promoveerde naar de Belgische eerste klasse.

#### Seizoen 2008-2009
In het seizoen 2008-2009 liep het ook niet altijd van een leien dakje. Onder leiding van Dimitri Davidovic kon Antwerp geen aansluiting vinden bij de top van het klassement. De licentiemanager legde Royal Antwerp FC in december een transferverbod op. Trainer Dimitri Davidovic stapte op. Daar kwam een nieuw negatief gegeven bij: ruzie binnen het bestuur. Davidovic werd dan ook in februari vervangen door zijn assistent Ratko Svilar. Svilar wist met dezelfde ploeg een reeks van dertien wedstrijden zonder nederlaag te realiseren en eindigde alsnog derde in de eindstand. Antwerp was daarmee geplaatst voor de eindronde. Ook dit jaar slaagde Antwerp er niet in om via deze weg de promotie af te dwingen. KSV Roeselare won de eindronde en bleef zo in de Jupiler Pro League. Rond deze tijd waren er plannen voor een gezamenlijk stadion met Germinal Beerschot, dat men Port Of Antwerp zou dopen, er waren zelfs voorstellen tot fusie. In dit plan zouden Germinal Beerschot en Royal Antwerp FC één ploeg worden, en daarbij zou het stamnummer 1 opgehouden hebben te bestaan. Deze plannen vielen echter in het water, alsook de plannen tot één gezamenlijk stadion.
Op 24 november 2009 nam Ratko Svilar ontslag als trainer van de ploeg na tegenvallende resultaten. Antwerp stelde Colin Andrews (tijdelijk) aan als nieuwe hoofdtrainer. Na het verlies tegen Standard Luik in de Beker van België eind oktober 2010 kon Antwerp zes wedstrijden na elkaar niet meer winnen en moest Andrews vertrekken. Bart De Roover werd zijn opvolger en leidde de ploeg bijna naar de eindronde. Hij bleef trainer in het seizoen 2011/2012. Nadien volgden Dennis van Wijk en Jimmy Floyd Hasselbaink (sinds 2013).

### Jaren 2010

#### 2010-2015: Groep-Verhaeghen
Royal Antwerp FC kende sinds de degradatie financiële problemen. Dit leidde tot een conflict tussen voorzitter Wauters en bestuurslid Collin. In augustus 2011 werd er nieuw leven in de club geblazen. De groep rond Jos Verhaeghen, die eerder Germinal Ekeren groot maakte en het zieltogende K. Beerschot AC opkocht, gaf de club een financiële injectie en stelde Gunther Hofmans aan als sportief directeur. Nieuwe sponsordeals werden gemaakt, waaronder met fastfoodketen McDonald's. Ironisch aangezien Quick, de grootste concurrent op Belgische bodem, jarenlang stadsrivaal Germinal Beerschot had gesponsord. Er werden verschillende beloften gedaan en men probeerde de supporters ervan te overtuigen dat er een nieuw tijdperk voor Antwerp zou aanbreken. Op sportief vlak bleef het echter stroef lopen, en het Bosuilstadion verkeerde in zeer slechte staat. De onvrede bij de supporters resulteerde in een protestmars in 2011, vooral voorzitter Eddy Wauters was de kop-van-jut. Ook tussen de groep-Verhaeghen en het oude bestuur waren er problemen, de schuld van het uitblijven van de beloofde veranderingen werd Eddy Wauters aangerekend. Eddy Wauters bleef nog even voorzitter, maar werd begin 2012 uit het bestuur gezet. Jan Michel werd de nieuwe voorzitter van Antwerp FC.
Sinds het begin van het seizoen 2013-2014 werd een samenwerkingsakkoord ondertekend tussen de investeringsgroep rond makelaar Saif Rubie en RAFC, wat leidde tot het aanstellen van een nieuwe trainer, Jimmy Floyd Hasselbaink, en het aantrekken van een hele reeks nieuwe spelers. Na 26 speeldagen stond RAFC dat seizoen op de achtste plaats in het klassement met 37 punten zonder enig uitzicht op een plaats in de eindronde. Op 1 maart 2014 werd de thuiswedstrijd tegen STVV ontsierd door een uit de hand gelopen supportersactie. Uit protest tegen het beleid en de slechte resultaten kwam een groot deel van de supporters pas 15 minuten na aanvang van de match op Tribune 2 postvatten. Meteen werd er Bengaals vuur afgestoken en op het terrein gegooid. Enkele supporters klommen over de omheining en betraden het veld. De scheidsrechter legde de wedstrijd daarop stil. Nadien kon de wedstrijd toch nog een tiental minuten hervatten totdat er weer een salvo Bengaals vuur op het terrein werd gegooid. De scheidsrechter gelastte door deze aanhoudende acties de wedstrijd definitief af met een 0-5 forfait uitslag voor RAFC als gevolg. Uiteindelijk werden er vijf heethoofden opgepakt door de politie.
Het seizoen 2014-2015 ging ook niet goed van start. Onder de nieuwe trainer, Richard Stricker, stond Antwerp halverwege het seizoen op de elfde plaats. Wel heeft Antwerp geld voor de renovatie van Tribune 1 van het Bosuilstadion.

#### 2015-...: nieuw bewind onder Patrick Decuyper
Vanaf het seizoen 2015-2016 staat de club onder leiding van de nieuwe voorzitter Patrick Decuyper. Decuyper is een Oost-Vlaamse zakenman die eerder ook al SV Zulte Waregem onder zijn hoede had. Achter de schermen is het echter Paul Gheysens die als mecenas fungeert voor The Great Old. Met de komst van Decuyper kwam er ook een nieuwe entourage mee naar Antwerp. David Gevaert werd de nieuwe trainer, met Johan Lauryssen als assistent. Nieuwe spelers kwamen het elftal versterken, waardoor Antwerp in oktober 2015 de 1ste periodetitel won. Ook Tribune 1 werd na een grondige renovatie opnieuw geopend. Antwerp strandde uiteindelijk op de derde plaats en bleef in tweede klasse. In een rechtstreeks promotieduel met KAS Eupen bleef het tevergeefs steken op een scoreloos gelijkspel waardoor White Star Brussel mocht promoveren. Het einde van de wedstrijd werd ontsierd door meerdere incidenten. Voor het seizoen 2016-2017 werd Frederik Vanderbiest aangeworven als trainer. Vanderbiest werd ontslagen en vervangen door interim-trainer Wim De Decker. De Decker werd na één wedstrijd opgevolgd door het duo John Bico-David Gevaert.
Al snel bleek dit een misrekening te zijn: Bico was niet geliefd, noch bij spelers, noch bij supporters. Na slechts een maand stapte Gevaert zelf op omdat die zich niet kon vinden in het sportieve bestuur. Bico werd kort hierna de laan uitgestuurd. Hierna nam Sadio Demba over, die op zijn beurt weer werd vervangen door Wim De Decker. Het bestuur luisterde naar de fans, kwam zijn afspraken na en zorgde voor nieuwe financiële middelen. Niet alleen de schuldeisers werden afbetaald, er was voor het eerst ook terug oog op sportief vlak. Ditmaal was er wel genoeg geld om talentvolle spelers aan te trekken en er was weer hoop op De Bosuil. Met nieuwe spelers zoals Björn Vleminckx, Faris Haroun, Alexander Corryn, William Owusu en de jonge Geoffry Hairemans behaalde Antwerp de promotie in Eerste Klasse B - de vroegere tweede klasse - na de promotiewedstrijd tegen KSV Roeselare. De Bosuil kende zeer zelden een volksfeest van deze grootte. Zo trad Antwerp, na het behalen van de felbegeerde licentie, in het seizoen 2017-2018 opnieuw aan in de Jupiler Pro League, de Eerste Klasse A. Paul Gheysens kocht op het einde van het seizoen voorzitter Patrick Decuyper uit en trad zo uit de schaduw. Het verhaal van de wederopstanding werd gecapteerd in de film Take us home van de hand van regisseur Luk Wyns.

#### Seizoen 2017-2018
Na dertien jaar in Tweede Klasse speelde Antwerp weer in de Eerste Klasse (1A). Het trok versterkingen aan met coach László Bölöni en spelers zoals Jelle Van Damme, Sinan Bolat en Ivo Rodrigues. Sinds de komst van Luciano D'Onofrio als sportief directeur, is Antwerp een driejarig samenwerkingsakkoord aangegaan met FC Porto. Er kwam een fysieke speelstijl, wat van Antwerp een stugge ploeg maakte dat weinig tegendoelpunten te verwerken kreeg. Echter, het maakte ook weinig doelpunten. Antwerp maakte lange tijd kans op een ticket voor Play-off I, maar greep er net naast en eindigde op de achtste plaats. Zo werden ze veroordeeld tot Play-off II B, waar het een soort van troostprijs kreeg door de dubbele confrontatie met stadsrivaal KFCO Beerschot Wilrijk. De thuismatch werd gewonnen met 2-0, de uitwedstrijd bleef steken op 0-0. Antwerp eindigde Play-off II B op de derde plaats.

#### Seizoen 2018-2019
Voor het tweede seizoen in Eerste klasse A werden er weer nieuwe spelers aangetrokken. Buiten enkele definitieve overnames na een huurperiode werden onder andere Jonathan Bolingi, Daniel Opare, Simen Juklerød, Abdoulaye Seck, Amara Baby en Dieumerci Mbokani aangetrokken. Lior Refaelov werd gehuurd van Club Brugge, maar kreeg tijdens de winterstop een contract van twee jaar bij Royal Antwerp FC. Volgens eigenaar Paul Gheysens was Europees voetbal het doel van dit seizoen. Op 29 september 2018 werd aangekondigd dat Antwerp FC op de locatie van de Bosuil zal blijven en er na het plaatsen van de nieuwe hoofdtribune in 2017 het volledige stadion vernieuwd zal worden in de loop van 2019. De piste van een gemeenschappelijk Antwerps stadion op Petroleum-Zuid werd hiermee van de baan geschoven. De ploeg wist zich in het tweede seizoen in eerste klasse te plaatsen voor play-off 1. In de reguliere competitie werd de club zesde. Tijdens play-off 1 streed het heel de tijd mee voor een Europees ticket. Dit werd behaald door Charleroi (winnaar play-off 2) met 3-2 te kloppen in de play-off-finale. Zo speelt Antwerp voor het eerst in 22 jaar weer Europees voetbal.

#### Seizoen 2019-2020: Derde bekerwinst
Voor het eerst in 22 jaar speelde Antwerp weer Europees voetbal. De laatste Europese campagne dateerde namelijk van 1997 toen het uitkwam in de UEFA Intertoto Cup. Dit seizoen mocht Antwerp aantreden in de voorrondes van de Europa League 2019/20. In de derde kwalificatieronde wist RAFC hun "thuiswedstrijd" in het Koning Boudewijnstadion te winnen met 1-0 van het Tsjechische Viktoria Pilsen. De terugwedstrijd eindigde na verlengingen op 2-1, waardoor Antwerp een ronde verder mocht. In de play-offronde werd het tijdens de uitwedstrijd 1-1 tegen het Nederlandse AZ. Op de Heizel ging Antwerp ten onder met 1-4 en liep zo de kwalificatie voor de groepsfase mis.
De reguliere competitie werd vroegtijdig beëindigd na de 29ste speeldag vanwege de coronacrisis. Antwerp stond toen op de vierde plaats met 53 punten. The Great Old bleef het hele seizoen ongeslagen in eigen huis en was de enige ploeg die de uiteindelijke kampioen Club Brugge een nederlaag wist toe te dienen in de Jupiler Pro League. Het werd 2-1 op de Bosuil.
In de Beker van België wist Antwerp de finale te bereiken. In de 16de finales geraakte Antwerp in eigen huis pas na verlengingen voorbij Sporting Lokeren uit Eerste klasse B. Bij affluiten eindigde de match op 4-2. Ook in de achtste finales waren er verlengingen en strafschoppen nodig om KRC Genk uit te schakelen. Na 120 minuten stond het 3-3, Antwerp won de strafschoppenreeks met 4-3. In de kwartfinales moest Antwerp op bezoek bij Standard Luik en won de match met 1-3. Voor de dubbele confrontatie in de halve finales werd KV Kortrijk geloot. Op de Bosuil werd het 1-1 en twee weken later wist Antwerp de terugmatch te winnen met 0-1, waardoor The Great Old zich voor het eerst sinds 1992 nog eens mag opmaken voor de finale. 
De finale van de Beker van België werd gespeeld op 1 augustus, een week voor aanvang van het nieuwe seizoen. Deze werd zo lang uitgesteld vanwege de corona-maatregelen, waardoor de wedstrijd zonder publiek werd afgewerkt. De finale diende gespeeld te worden met de spelers die ook deel uitmaakten van de kern in het seizoen 2019-2020. Bij Antwerp konden zo enkele sterkhouders niet meespelen vermits hun contract reeds afgelopen was. De Great Old won, als underdog, met 1-0 van Club Brugge. Het enige doelpunt werd gemaakt door Refaelov. Door deze overwinning plaatste Antwerp zich rechtstreeks voor de groepsfase van de Europa League 2020/21.

### Jaren 2020

#### Seizoen 2020-2021
Het contract van trainer László Bölöni liep na drie seizoenen af en er werd na enkele onderhandelingen beslist om de samenwerking niet te verlengen. Ivan Leko volgde hem op en tekende een contract voor twee seizoenen. Antwerp werd tweede in de groepsfase van de Europa League. Vooral de 1-0-overwinning tegen het Tottenham Hotspur van José Mourinho verraste de voetbalwereld. Voor het eerst in vele jaren overwinterde Antwerp hierdoor in Europa, waarna het uitgeschakeld werd door Rangers Football Club. Net voor de winterstop vertrok coach Ivan Leko naar China, waar hij bij Shanghai SIPG aan de slag ging. Frank Vercauteren volgde hem op. Op 13 januari werd Lior Refaelov uitgeroepen tot de winnaar van de Gouden Schoen. Frank Vercauteren leidde Antwerp naar de tweede plaats in de reguliere competitie. In de play-offs sprong KRC Genk nog over Antwerp, waardoor The Great Old op een derde plaats eindigde. Het speelde in het seizoen 2021-2022 opnieuw Europees, in de Europa League. Antwerp eindigde echter laatste in hun groep en kon zo niet Europees overwinteren.

#### Seizoen 2021-2022
Antwerp startte vol ambities aan het seizoen 2021-2022 en stelde met Brian Priske een nieuwe trainer aan. Met een karrenvracht aan transfers, waaronder ronkende namen als Radja Nainggolan, Viktor Fischer en Björn Engels, waren de verwachtingen torenhoog. Voor een tweede maal op rij haalde Antwerp de groepsfase van de UEFA Europa League. In een groep met Olympiakos Piraeus, Eintracht Frankfurt en Fenerbahçe SK lukte het Antwerp echter niet om door te stoten. Nationaal haalde de ploeg play-off 1, waar een roemloze rol voor hen was weggelegd.
In maart 2022 werd Marc Overmars toegevoegd aan het clubbestuur als sportief manager. Dit was ruim een maand nadat hij na aanklachten over seksuele intimidatie bij zijn vorige werkgever, de Amsterdamse club Ajax, was opgestapt, en terwijl het onderzoek bij het Nederlandse Instituut Sportrechtspraak (ISR) nog liep. De snelle overstap was controversieel. Meerdere sponsoren van de club zetten hun sponsoring stop of op pauze.

#### Seizoen 2022-2023: historische dubbel
Na de aanhoudende kritiek op het spelpeil van de ploeg en de prestaties onder Brian Priske werd deze ingeruild voor Mark van Bommel, die samen met assistenten Jürgen Dirkx, John Stegeman, Andries Ulderink en Brian Vandenbussche de sleutels in handen kreeg. Voorzitter Paul Gheysens liet opnieuw de portefeuille spreken en haalde met Vincent Janssen en Toby Alderweireld alvast enkele bekende namen binnen. De kern werd al snel verder verfijnd door het aantrekken van Gastón Ávila, Jurgen Ekkelenkamp, Christopher Scott, Arbnor Muja, Anthony Valencia en Calvin Stengs.
Dit seizoen won Antwerp opnieuw de Belgische beker. Op de laatste speeldag wonnen ze ook de landstitel, voor het eerst in 66 jaar. De Great Old werd hierdoor de 6de Belgische club die de dubbel won.

#### Seizoen 2023-2024: kwalificatie Champions League
Het seizoen van Antwerp begon met een serieuze domper voor de club nadat sterkhouder Calvin Stengs Feyenoord verkoos boven een definitieve overstap naar de Great Old. Daartegenover werd Belgisch jeugdinternational Mandela Keita, na lange onderhandelingen, definitief overgenomen van Oud-Heverlee Leuven. Verder werden volgende spelers aangetrokken door de club: George Ilenikhena, Jacob Ondrejka, Chidera Ejuke, Senne Lammens, Soumaïla Coulibaly en Owen Wijndal.
Uitgaand brak de club driemaal het transferrecord van de club. Willian Pacho werd voor 9 miljoen verkocht aan Eintracht Frankfurt, later verkocht de club Gastón Ávila aan AFC Ajax voor de recordsom van 12,5 miljoen euro. In januari 2024 vertrok Arthur Vermeeren voor minstens 18 miljoen euro naar Atlético Madrid.
In de zomer won Antwerp de Supercup tegen KV Mechelen en plaatste de club zich voor het eerst in de hun geschiedenis voor de groepsfases UEFA Champions League door tweemaal te winnen tegen Grieks kampioen AEK Athene. Het is de zevende Belgische club die hierin slaagde. In een groep met FC Barcelona, FC Porto en FK Sjachtar Donetsk werd Antwerp laatste, maar het wist wel de laatste wedstrijd van de groepsfase in eigen stadion te winnen van FC Barcelona met 3-2.
Op 18 januari 2024 werd Toby Alderweireld uitgeroepen tot de winnaar van de Gouden Schoen. Antwerp ging zelfs met alle prijzen lopen: Mark van Bommel werd Trainer van het Jaar, Jean Butez Doelman van het Jaar, Arthur Vermeeren Belofte van het Jaar en Alderweireld won ook de prijs voor Goal van het Jaar.

## Erelijst

### Nationaal
- Eerste klasse: 1929, 1931, 1944, 1957, 2023
- Beker van België: 1955, 1992, 2020, 2023
- Belgische Supercup: 2023
- Eerste klasse B: 2000 (als Tweede klasse), 2017

### Internationaal
- Challenge international du Nord: 1902, 1906
- Intertoto Cup: 1978-I (groepswinnaar)

### Individuele trofeeën
Verschillende spelers en trainers behaalden een trofee toen zij lid waren van de club:
- Topscorer Eerste klasse: 1931 (Joseph Van Beeck), 1933 (Guillaume Ulens), 1936 (Florent Lambrechts), 1939 (Jozef Wagner), 1975 (Alfred Riedl), 1988 (Francis Severeyns), 2020 (Dieumerci Mbokani)
- Belgische Gouden Schoen: 1956 (Vic Mees), 1966 (Wilfried Van Moer), 2020 (Lior Refaelov), 2023 (Toby Alderweireld)
- Ebbenhouten Schoen: 2020 (Dieumerci Mbokani)
- Jonge Profvoetballer van het Jaar: 1988 (Francis Severeyns), 2023 (Arthur Vermeeren)
- Clean Sheet: 2023 (Jean Butez)
- Trainer van het Jaar: 1988 (Georg Keßler), 1993 (Walter Meeuws), 2023 (Mark van Bommel)

## Resultaten
| Seizoen                                                                | Klasse                                                        | Klasse                                                        | Klasse                                                        | Klasse                                                        | Klasse                                                        | Reeks                                                         | Punten                                                        | Opmerkingen | Beker van België                                              |
|                                                                        | I                                                             | I                                                             | D.I                                                           | D.II                                                          | P.II                                                          |                                                               |                                                               | | Beker van België                                              |
| ---------------------------------------------------------------------- | ------------------------------------------------------------- | ------------------------------------------------------------- | ------------------------------------------------------------- | ------------------------------------------------------------- | ------------------------------------------------------------- | ------------------------------------------------------------- | ------------------------------------------------------------- | --- | ------------------------------------------------------------- |
| Als Antwerp FC (Antwerp Football Club)                                 |                                                               |                                                               |                                                               |                                                               |                                                               |                                                               |                                                               | |                                                               |
| 1895/96                                                                | 2                                                             | 2                                                             |                                                               |                                                               |                                                               | Coupe de Championnat                                          | 14                                                            | Antwerp nam deel aan het allereerste Belgisch Kampioenschap                                                                             |                                                               |
| 1896/97                                                                | 3                                                             | 3                                                             |                                                               |                                                               |                                                               | Coupe de Championnat                                          | 13                                                            | |                                                               |
| 1897/98                                                                | 5                                                             | 5                                                             |                                                               |                                                               |                                                               | Coupe de Championnat                                          | 2                                                             | |                                                               |
| 1898/99                                                                | 5                                                             | 5                                                             |                                                               |                                                               |                                                               | Coupe de Championnat                                          | 2                                                             | |                                                               |
| 1899/00                                                                | 2                                                             | 2                                                             |                                                               |                                                               |                                                               | Coupe de Championnat                                          | 14                                                            | |                                                               |
| 1900/01                                                                |                                                               |                                                               | KF                                                            | 1                                                             |                                                               | Divison 1                                                     |                                                               | Antwerp trad vrijwillig aan in tweede afdeling. Het kwalificeerde zich voor het eindtoernooi maar werd in de kwartfinale uitgeschakeld. |                                                               |
| 1901/02                                                                | 3                                                             | 3                                                             |                                                               |                                                               |                                                               | Ere Afdeling A                                                | 12                                                            | Antwerp werd opnieuw toegelaten tot de Ere Afdeling. Antwerp kon zich niet kwalificeren voor de eindronde.                              |                                                               |
| 1902/03                                                                | 3                                                             | 3                                                             |                                                               |                                                               |                                                               | Ere Afdeling A                                                | 4                                                             | Antwerp kon zich niet kwalificeren voor de eindronde.                                                                                   |                                                               |
| 1903/04                                                                | 4                                                             | 4                                                             |                                                               |                                                               |                                                               | Ere Afdeling A                                                | 11                                                            | Antwerp kon zich niet kwalificeren voor de eindronde.                                                                                   |                                                               |
| 1904/05                                                                | 10                                                            | 10                                                            |                                                               |                                                               |                                                               | Ere Afdeling                                                  | 9                                                             | |                                                               |
| 1905/06                                                                | 7                                                             | 7                                                             |                                                               |                                                               |                                                               | Ere Afdeling                                                  | 14                                                            | |                                                               |
| 1906/07                                                                | 5                                                             | 5                                                             |                                                               |                                                               |                                                               | Ere Afdeling                                                  | 20                                                            | |                                                               |
| 1907/08                                                                | 6                                                             | 6                                                             |                                                               |                                                               |                                                               | Ere Afdeling                                                  | 18                                                            | |                                                               |
| 1908/09                                                                | 8                                                             | 8                                                             |                                                               |                                                               |                                                               | Ere Afdeling                                                  | 15                                                            | |                                                               |
|                                                                        | I                                                             | I                                                             | II                                                            | P.I                                                           | P.II                                                          | Vanaf 1909/10 zijn er 2 nationale niveaus                     | Vanaf 1909/10 zijn er 2 nationale niveaus                     | Vanaf 1909/10 zijn er 2 nationale niveaus                                                                                               | Beker                                                         |
| 1909/10                                                                | 9                                                             | 9                                                             |                                                               |                                                               |                                                               | Ere Afdeling                                                  | 14                                                            | |                                                               |
| 1910/11                                                                | 7                                                             | 7                                                             |                                                               |                                                               |                                                               | Ere Afdeling                                                  | 21                                                            | |                                                               |
| 1911/12                                                                | 6                                                             | 6                                                             |                                                               |                                                               |                                                               | Ere Afdeling                                                  | 20                                                            | | 1/8                                                           |
| 1912/13                                                                | 9                                                             | 9                                                             |                                                               |                                                               |                                                               | Ere Afdeling                                                  | 19                                                            | | 1/4                                                           |
| 1913/14                                                                | 9                                                             | 9                                                             |                                                               |                                                               |                                                               | Ere Afdeling                                                  | 17                                                            | | 1/8                                                           |
| Door WOI werden er vanaf 1914 tot 1919 geen competities georganiseerd. |                                                               |                                                               |                                                               |                                                               |                                                               |                                                               |                                                               | |                                                               |
| 1919/20                                                                | 4                                                             | 4                                                             |                                                               |                                                               |                                                               | Ere Afdeling                                                  | 27                                                            | |                                                               |
| Als R. Antwerp FC (Royal Antwerp Football Club)                        |                                                               |                                                               |                                                               |                                                               |                                                               |                                                               |                                                               | |                                                               |
| 1920/21                                                                | 9                                                             | 9                                                             |                                                               |                                                               |                                                               | Ere Afdeling                                                  | 20                                                            | |                                                               |
| 1921/22                                                                | 3                                                             | 3                                                             |                                                               |                                                               |                                                               | Ere Afdeling                                                  | 37                                                            | |                                                               |
| 1922/23                                                                | 5                                                             | 5                                                             |                                                               |                                                               |                                                               | Ere Afdeling                                                  | 34                                                            | |                                                               |
| 1923/24                                                                | 7                                                             | 7                                                             |                                                               |                                                               |                                                               | Ere Afdeling                                                  | 25                                                            | |                                                               |
| 1924/25                                                                | 2                                                             | 2                                                             |                                                               |                                                               |                                                               | Ere Afdeling                                                  | 34                                                            | |                                                               |
| 1925/26                                                                | 7                                                             | 7                                                             |                                                               |                                                               |                                                               | Ere Afdeling                                                  | 28                                                            | |                                                               |
|                                                                        | I                                                             | I                                                             | II                                                            | III                                                           | P.I                                                           | Vanaf 1926/27 zijn er 3 nationale niveaus                     | Vanaf 1926/27 zijn er 3 nationale niveaus                     | Vanaf 1926/27 zijn er 3 nationale niveaus                                                                                               | Beker                                                         |
| 1926/27                                                                | 11                                                            | 11                                                            |                                                               |                                                               |                                                               | Ere Afdeling                                                  | 22                                                            | Antwerp nam niet deel aan de Bekercompetitie                                                                                            | --                                                            |
| 1927/28                                                                | 7                                                             | 7                                                             |                                                               |                                                               |                                                               | Ere Afdeling                                                  | 24                                                            | |                                                               |
| 1928/29                                                                | 1                                                             | 1                                                             |                                                               |                                                               |                                                               | Ere Afdeling                                                  | 39                                                            | Eerste landstitel na 2-0 winst in een testwedstrijd tegen R. Beerschot AC                                                               |                                                               |
| 1929/30                                                                | 2                                                             | 2                                                             |                                                               |                                                               |                                                               | Ere Afdeling                                                  | 36                                                            | |                                                               |
| 1930/31                                                                | 1                                                             | 1                                                             |                                                               |                                                               |                                                               | Ere Afdeling                                                  | 37                                                            | Tweede landstitel |                                                               |
| 1931/32                                                                | 2                                                             | 2                                                             |                                                               |                                                               |                                                               | Ere Afdeling                                                  | 36                                                            | |                                                               |
| 1932/33                                                                | 2                                                             | 2                                                             |                                                               |                                                               |                                                               | Ere Afdeling                                                  | 36                                                            | |                                                               |
| 1933/34                                                                | 5                                                             | 5                                                             |                                                               |                                                               |                                                               | Ere Afdeling                                                  | 27                                                            | |                                                               |
| 1934/35                                                                | 5                                                             | 5                                                             |                                                               |                                                               |                                                               | Ere Afdeling                                                  | 30                                                            | | 1/4                                                           |
| 1935/36                                                                | 4                                                             | 4                                                             |                                                               |                                                               |                                                               | Ere Afdeling                                                  | 32                                                            | |                                                               |
| 1936/37                                                                | 8                                                             | 8                                                             |                                                               |                                                               |                                                               | Ere Afdeling                                                  | 26                                                            | |                                                               |
| 1937/38                                                                | 4                                                             | 4                                                             |                                                               |                                                               |                                                               | Ere Afdeling                                                  | 28                                                            | |                                                               |
| 1938/39                                                                | 8                                                             | 8                                                             |                                                               |                                                               |                                                               | Ere Afdeling                                                  | 23                                                            | |                                                               |
| 1939/40                                                                | 2                                                             | 2                                                             |                                                               |                                                               |                                                               | Ere Afdeling                                                  |                                                               | Door WOII werd de competitie stopgezet. Antwerp stond op dat moment tweede na K. Liersche SK.                                           |                                                               |
| 1940/41                                                                | 5                                                             | 5                                                             |                                                               |                                                               |                                                               | Ere Afdeling A                                                | 10                                                            | Door WOII werd dit een officieuze competitie. Antwerp kon zich niet kwalificeren voor de eindfase.                                      |                                                               |
| 1941/42                                                                | 3                                                             | 3                                                             |                                                               |                                                               |                                                               | Ere Afdeling                                                  | 33                                                            | |                                                               |
| 1942/43                                                                | 5                                                             | 5                                                             |                                                               |                                                               |                                                               | Ere Afdeling                                                  | 35                                                            | |                                                               |
| 1943/44                                                                | 1                                                             | 1                                                             |                                                               |                                                               |                                                               | Ere Afdeling                                                  | 49                                                            | Derde landstitel |                                                               |
| 1944/45                                                                | Door WOII speelde Antwerp dit seizoen geen competitievoetbal. | Door WOII speelde Antwerp dit seizoen geen competitievoetbal. | Door WOII speelde Antwerp dit seizoen geen competitievoetbal. | Door WOII speelde Antwerp dit seizoen geen competitievoetbal. | Door WOII speelde Antwerp dit seizoen geen competitievoetbal. | Door WOII speelde Antwerp dit seizoen geen competitievoetbal. | Door WOII speelde Antwerp dit seizoen geen competitievoetbal. | Door WOII speelde Antwerp dit seizoen geen competitievoetbal.                                                                           | Door WOII speelde Antwerp dit seizoen geen competitievoetbal. |
| 1945/46                                                                | 2                                                             | 2                                                             |                                                               |                                                               |                                                               | Ere Afdeling                                                  | 49                                                            | |                                                               |
| 1946/47                                                                | 4                                                             | 4                                                             |                                                               |                                                               |                                                               | Ere Afdeling                                                  | 45                                                            | |                                                               |
| 1947/48                                                                | 4                                                             | 4                                                             |                                                               |                                                               |                                                               | Ere Afdeling                                                  | 35                                                            | |                                                               |
| 1948/49                                                                | 9                                                             | 9                                                             |                                                               |                                                               |                                                               | Ere Afdeling                                                  | 27                                                            | |                                                               |
| 1949/50                                                                | 6                                                             | 6                                                             |                                                               |                                                               |                                                               | Ere Afdeling                                                  | 36                                                            | |                                                               |
| 1950/51                                                                | 6                                                             | 6                                                             |                                                               |                                                               |                                                               | Ere Afdeling                                                  | 34                                                            | |                                                               |
| 1951/52                                                                | 3                                                             | 3                                                             |                                                               |                                                               |                                                               | Ere Afdeling                                                  | 40                                                            | |                                                               |
|                                                                        | I                                                             | I                                                             | II                                                            | III                                                           | IV                                                            | Vanaf 1952/53 zijn er 4 nationale niveaus                     | Vanaf 1952/53 zijn er 4 nationale niveaus                     | Vanaf 1952/53 zijn er 4 nationale niveaus                                                                                               | Beker                                                         |
| 1952/53                                                                | 12                                                            | 12                                                            |                                                               |                                                               |                                                               | Eerste Klasse                                                 | 27                                                            | |                                                               |
| 1953/54                                                                | 7                                                             | 7                                                             |                                                               |                                                               |                                                               | Eerste Klasse                                                 | 31                                                            | | 5R                                                            |
| 1954/55                                                                | 10                                                            | 10                                                            |                                                               |                                                               |                                                               | Eerste Klasse                                                 | 30                                                            | Eerste Beker van België na winst tegen K. Waterschei SV Thor                                                                            | W                                                             |
| 1955/56                                                                | 2                                                             | 2                                                             |                                                               |                                                               |                                                               | Eerste Klasse                                                 | 39                                                            | | 1/2                                                           |
| 1956/57                                                                | 1                                                             | 1                                                             |                                                               |                                                               |                                                               | Eerste Klasse                                                 | 49                                                            | Vierde landstitel |                                                               |
| 1957/58                                                                | 2                                                             | 2                                                             |                                                               |                                                               |                                                               | Eerste Klasse                                                 | 44                                                            | |                                                               |
| 1958/59                                                                | 6                                                             | 6                                                             |                                                               |                                                               |                                                               | Eerste Klasse                                                 | 33                                                            | |                                                               |
| 1959/60                                                                | 8                                                             | 8                                                             |                                                               |                                                               |                                                               | Eerste Klasse                                                 | 32                                                            | |                                                               |
| 1960/61                                                                | 9                                                             | 9                                                             |                                                               |                                                               |                                                               | Eerste Klasse                                                 | 29                                                            | |                                                               |
| 1961/62                                                                | 3                                                             | 3                                                             |                                                               |                                                               |                                                               | Eerste Klasse                                                 | 40                                                            | |                                                               |
| 1962/63                                                                | 2                                                             | 2                                                             |                                                               |                                                               |                                                               | Eerste Klasse                                                 | 40                                                            | |                                                               |
| 1963/64                                                                | 6                                                             | 6                                                             |                                                               |                                                               |                                                               | Eerste Klasse                                                 | 35                                                            | | 1/4                                                           |
| 1964/65                                                                | 13                                                            | 13                                                            |                                                               |                                                               |                                                               | Eerste Klasse                                                 | 24                                                            | | 1/16                                                          |
| 1965/66                                                                | 10                                                            | 10                                                            |                                                               |                                                               |                                                               | Eerste Klasse                                                 | 29                                                            | | 1/8                                                           |
| 1966/67                                                                | 5                                                             | 5                                                             |                                                               |                                                               |                                                               | Eerste Klasse                                                 | 32                                                            | | 1/32                                                          |
| 1967/68                                                                | 15                                                            | 15                                                            |                                                               |                                                               |                                                               | Eerste Klasse                                                 | 21                                                            | Degradatie door voorlaatste plaats in de competitie.                                                                                    | 1/16                                                          |
| 1968/69                                                                |                                                               |                                                               | 12                                                            |                                                               |                                                               | Tweede Klasse                                                 | 26                                                            | | 1/4                                                           |
| 1969/70                                                                |                                                               |                                                               | 2                                                             |                                                               |                                                               | Tweede Klasse                                                 | 39                                                            | Promotie door tweede plaats in de competitie                                                                                            | 1/8                                                           |
| 1970/71                                                                | 13                                                            | 13                                                            |                                                               |                                                               |                                                               | Eerste Klasse                                                 | 24                                                            | | 1/16                                                          |
| 1971/72                                                                | 12                                                            | 12                                                            |                                                               |                                                               |                                                               | Eerste Klasse                                                 | 25                                                            | | 1/8                                                           |
| 1972/73                                                                | 7                                                             | 7                                                             |                                                               |                                                               |                                                               | Eerste Klasse                                                 | 31                                                            | | 1/16                                                          |
| 1973/74                                                                | 2                                                             | 2                                                             |                                                               |                                                               |                                                               | Eerste Klasse                                                 | 39                                                            | | 1/2                                                           |
| 1974/75                                                                | 2                                                             | 2                                                             |                                                               |                                                               |                                                               | Eerste Klasse                                                 | 52                                                            | | Finale                                                        |
| 1975/76                                                                | 11                                                            | 11                                                            |                                                               |                                                               |                                                               | Eerste Klasse                                                 | 34                                                            | | 1/8                                                           |
| 1976/77                                                                | 7                                                             | 7                                                             |                                                               |                                                               |                                                               | Eerste Klasse                                                 | 35                                                            | | 1/8                                                           |
| 1977/78                                                                | 8                                                             | 8                                                             |                                                               |                                                               |                                                               | Eerste Klasse                                                 | 36                                                            | | 1/8                                                           |
| 1978/79                                                                | 7                                                             | 7                                                             |                                                               |                                                               |                                                               | Eerste Klasse                                                 | 35                                                            | | 1/32                                                          |
| 1979/80                                                                | 13                                                            | 13                                                            |                                                               |                                                               |                                                               | Eerste Klasse                                                 | 28                                                            | | 1/16                                                          |
| 1980/81                                                                | 9                                                             | 9                                                             |                                                               |                                                               |                                                               | Eerste Klasse                                                 | 33                                                            | | 1/4                                                           |
| 1981/82                                                                | 5                                                             | 5                                                             |                                                               |                                                               |                                                               | Eerste Klasse                                                 | 43                                                            | | 1/2                                                           |
| 1982/83                                                                | 3                                                             | 3                                                             |                                                               |                                                               |                                                               | Eerste Klasse                                                 | 46                                                            | | 1/8                                                           |
| 1983/84                                                                | 8                                                             | 8                                                             |                                                               |                                                               |                                                               | Eerste Klasse                                                 | 35                                                            | | 1/4                                                           |
| 1984/85                                                                | 7                                                             | 7                                                             |                                                               |                                                               |                                                               | Eerste Klasse                                                 | 39                                                            | | 1/16                                                          |
| 1985/86                                                                | 9                                                             | 9                                                             |                                                               |                                                               |                                                               | Eerste Klasse                                                 | 35                                                            | | 1/8                                                           |
| 1986/87                                                                | 14                                                            | 14                                                            |                                                               |                                                               |                                                               | Eerste Klasse                                                 | 26                                                            | | 1/16                                                          |
| 1987/88                                                                | 3                                                             | 3                                                             |                                                               |                                                               |                                                               | Eerste Klasse                                                 | 49                                                            | | 5R                                                            |
| 1988/89                                                                | 5                                                             | 5                                                             |                                                               |                                                               |                                                               | Eerste Klasse                                                 | 42                                                            | | 1/8                                                           |
| 1989/90                                                                | 4                                                             | 4                                                             |                                                               |                                                               |                                                               | Eerste Klasse                                                 | 43                                                            | | 1/32                                                          |
| 1990/91                                                                | 7                                                             | 7                                                             |                                                               |                                                               |                                                               | Eerste Klasse                                                 | 36                                                            | | 1/4                                                           |
| 1991/92                                                                | 5                                                             | 5                                                             |                                                               |                                                               |                                                               | Eerste Klasse                                                 | 41                                                            | Tweede Beker van België na winst tegen KV Mechelen                                                                                      | W                                                             |
| 1992/93                                                                | 5                                                             | 5                                                             |                                                               |                                                               |                                                               | Eerste Klasse                                                 | 41                                                            | | 1/8                                                           |
| 1993/94                                                                | 5                                                             | 5                                                             |                                                               |                                                               |                                                               | Eerste Klasse                                                 | 39                                                            | | 1/4                                                           |
| 1994/95                                                                | 16                                                            | 16                                                            |                                                               |                                                               |                                                               | Eerste Klasse                                                 | 24                                                            | | 1/4                                                           |
| 1995/96                                                                | 13                                                            | 13                                                            |                                                               |                                                               |                                                               | Eerste Klasse                                                 | 42                                                            | Invoering driepuntensysteem | 1/2                                                           |
| 1996/97                                                                | 6                                                             | 6                                                             |                                                               |                                                               |                                                               | Eerste Klasse                                                 | 53                                                            | | 1/16                                                          |
| 1997/98                                                                | 18                                                            | 18                                                            |                                                               |                                                               |                                                               | Eerste Klasse                                                 | 25                                                            | Degradatie door laatste plaats in de competitie                                                                                         | 1/4                                                           |
| 1998/99                                                                |                                                               |                                                               | 2                                                             |                                                               |                                                               | Tweede Klasse                                                 | 69                                                            | Vierde met 5 punten in eindronde met KFC Verbroedering Geel, KFC Turnhout en RAA Louviéroise                                            | 5R                                                            |
| 1999/00                                                                |                                                               |                                                               | 1                                                             |                                                               |                                                               | Tweede Klasse                                                 | 80                                                            | Promotie door eerste plaats in de competitie                                                                                            | 1/8                                                           |
| 2000/01                                                                | 12                                                            | 12                                                            |                                                               |                                                               |                                                               | Eerste klasse                                                 | 40                                                            | | 1/8                                                           |
| 2001/02                                                                | 16                                                            | 16                                                            |                                                               |                                                               |                                                               | Eerste klasse                                                 | 31                                                            | | 1/8                                                           |
| 2002/03                                                                | 12                                                            | 12                                                            |                                                               |                                                               |                                                               | Eerste klasse                                                 | 34                                                            | | 1/4                                                           |
| 2003/04                                                                | 18                                                            | 18                                                            |                                                               |                                                               |                                                               | Eerste klasse                                                 | 27                                                            | Degradatie door laatste plaats in de competitie                                                                                         | 1/8                                                           |
| 2004/05                                                                |                                                               |                                                               | 4                                                             |                                                               |                                                               | Tweede Klasse                                                 | 50                                                            | Derde met 4 punten in eindronde met KSV Roeselare, KFC Verbroedering Geel en KV Red Star Waasland                                       | 1/16                                                          |
| 2005/06                                                                |                                                               |                                                               | 7                                                             |                                                               |                                                               | Tweede Klasse                                                 | 49                                                            | | 4R                                                            |
| 2006/07                                                                |                                                               |                                                               | 4                                                             |                                                               |                                                               | Tweede Klasse                                                 | 60                                                            | Tweede met 10 punten in eindronde met KV Mechelen, K. Lierse SK en KV Kortrijk                                                          | 1/4                                                           |
| 2007/08                                                                |                                                               |                                                               | 5                                                             |                                                               |                                                               | Tweede Klasse                                                 | 59                                                            | Tweede met 12 punten in eindronde met AFC Tubize, KVSK United en OH Leuven                                                              | 5R                                                            |
| 2008/09                                                                |                                                               |                                                               | 3                                                             |                                                               |                                                               | Tweede Klasse                                                 | 61                                                            | Vierde met 5 punten in eindronde met KSV Roeselare, FCV Dender EH en K. Lierse SK                                                       | 4R                                                            |
| 2009/10                                                                |                                                               |                                                               | 8                                                             |                                                               |                                                               | Tweede Klasse                                                 | 47                                                            | | 1/16                                                          |
| 2010/11                                                                |                                                               |                                                               | 6                                                             |                                                               |                                                               | Tweede Klasse                                                 | 50                                                            | | 1/16                                                          |
| 2011/12                                                                |                                                               |                                                               | 10                                                            |                                                               |                                                               | Tweede Klasse                                                 | 43                                                            | | 1/16                                                          |
| 2012/13                                                                |                                                               |                                                               | 10                                                            |                                                               |                                                               | Tweede Klasse                                                 | 45                                                            | | 5R                                                            |
| 2013/14                                                                |                                                               |                                                               | 7                                                             |                                                               |                                                               | Tweede Klasse                                                 | 49                                                            | | 4R                                                            |
| 2014/15                                                                |                                                               |                                                               | 10                                                            |                                                               |                                                               | Tweede Klasse                                                 | 42                                                            | | 1/16                                                          |
| 2015/16                                                                |                                                               |                                                               | 3                                                             |                                                               |                                                               | Tweede Klasse                                                 | 62                                                            | | 1/8                                                           |
|                                                                        | 1A                                                            | 1B                                                            | 1Am                                                           | 2Am                                                           | 3Am                                                           |                                                               |                                                               | Vanaf 2016-17 zijn er 3 nationale en 2 regionale niveaus                                                                                | Beker                                                         |
| 2016/17                                                                |                                                               | 3                                                             |                                                               |                                                               |                                                               | Eerste klasse B                                               | 49                                                            | Antwerp won de tweede periode en versloeg in de daaropvolgende titelstrijd KSV Roeselare (3-1, 1-2).                                    | 1/16                                                          |
| 2017/18                                                                | 8                                                             |                                                               |                                                               |                                                               |                                                               | Eerste klasse A                                               | 41                                                            | | 1/8                                                           |
| 2018/19                                                                | 4                                                             |                                                               |                                                               |                                                               |                                                               | Eerste klasse A                                               | 39                                                            | Antwerp haalde voor de eerste keer Play-off I.                                                                                          | 1/16                                                          |
| 2019/20                                                                | 4                                                             |                                                               |                                                               |                                                               |                                                               | Eerste klasse A                                               | 53                                                            | Derde Beker van België na winst tegen Club Brugge. Competitie werd stopgezet na 29 speeldagen wegens de Coronacrisis.                   | W                                                             |
| 2020/21                                                                | 3                                                             |                                                               |                                                               |                                                               |                                                               | Eerste klasse A                                               | 35                                                            | | 1/8                                                           |
| 2021/22                                                                | 4                                                             |                                                               |                                                               |                                                               |                                                               | Eerste klasse A                                               | 36                                                            | | 1/16                                                          |
| 2022/23                                                                | 1                                                             |                                                               |                                                               |                                                               |                                                               | Eerste klasse A                                               | 47                                                            | Vierde Beker van België na winst tegen KV Mechelen. Vijfde landstitel                                                                   | W                                                             |
| 2023/24                                                                | 6                                                             |                                                               |                                                               |                                                               |                                                               | Eerste klasse A                                               | 32                                                            | Eerste Supercup na winst tegen KV Mechelen.                                                                                             | Finale                                                        |
| 2024/25                                                                | 5                                                             |                                                               |                                                               |                                                               |                                                               | Eerste klasse A                                               | 32                                                            | | 1/2                                                           |
| 2025/26                                                                |                                                               |                                                               |                                                               |                                                               |                                                               | Eerste klasse A                                               |                                                               | | -                                                             |

## Resultaten in grafiek 1953-heden
| 12 |

| 7 |

| 10 |

| 2 |

| 1 |

| 2 |

| 6 |

| 8 |

| 9 |

| 3 |

| 2 |

| 6 |

| 13 |

| 10 |

| 5 |

| 15 |

| 12 |

| 2 |

| 13 |

| 12 |

| 7 |

| 2 |

| 2 |

| 11 |

| 7 |

| 8 |

| 7 |

| 13 |

| 9 |

| 5 |

| 3 |

| 8 |

| 7 |

| 9 |

| 14 |

| 3 |

| 5 |

| 4 |

| 7 |

| 5 |

| 5 |

| 5 |

| 16 |

| 13 |

| 6 |

| 18 |

| 2 |

| 1 |

| 12 |

| 16 |

| 12 |

| 18 |

| 4 |

| 7 |

| 4 |

| 5 |

| 3 |

| 8 |

| 6 |

| 10 |

| 10 |

| 7 |

| 10 |

| 3 |

| 3 |

| 8 |

| 4 |

| 4 |

| 3 |

| 4 |

| 1 |

| 6 |

| 5 |

| Eerste klasse | Tweede klasse | Eerste klasse A | Eerste klasse B | Eerste klasse amateurs | Tweede klasse amateurs |

## In Europa
Antwerp FC speelde sinds 1957 in diverse Europese competities. Hieronder staan de competities en in welke seizoenen de club deelnam:
- UEFA Champions League (1x)

2023/24
- Europacup I (1x)

1957/58
- Europacup II (1x)

1992/93
- UEFA Cup (8x)

1974/75, 1975/76, 1983/84, 1988/89, 1989/90, 1990/91, 1993/94, 1994/95
- UEFA Europa League (3x)

2019/20, 2020/21, 2021/22
- Europa Conference League (1x)

2022/23
- Intertoto Cup (1x)

1997
- Jaarbeursstedenbeker (4x)

1964/65, 1965/66, 1966/67, 1967/68

## Organisatie

### Bestuurders nv
- Goala bvba, vast vertegenwoordigd door Paul Gheysens
- Michael Gheysens
- Simon Gheysens

### Bestuurders vzw
- Jan Michel
- Paul Gheysens
- Michael Gheysens
- Simon Gheysens
- Sven Jaecques
- Dirk Stoop
- Alain Willems

### Management
- Sven Jaecques (General Secretary & Sports)
- Kris Onghena (COO)[10]
- Erwin Van den Sande (Marketing & Communication Manager)[11]
- Marc Overmars (sportief directeur)

## Selectie 2025-2026
| Nr.           | Nat.        | Naam                   | Geboortedatum | Contract | Vorige club                 |
| ------------- | ----------- | ---------------------- | ------------- | -------- | --------------------------- |
| Keepers       |             |                        |               |          |                             |
| 1             | Japan       | Taishi Brandon Nozawa  | 25-12-2002    | 2029     | FC Tokyo                    |
| 15            | België      | Yannick Thoelen        | 18-07-1990    | 2026     | KV Mechelen                 |
| 61            | België      | Lowie Piselé           | 17-09-2009    |          | Eigen jeugd                 |
| 81            | België      | Niels Devalckeneer     | 17-05-2004    | 2026     | Eigen jeugd                 |
| 91            | België      | Senne Lammens          | 07-07-2002    | 2027     | Club Brugge                 |
| Verdedigers   |             |                        |               |          |                             |
| 2             | België      | Kobe Corbanie          | 10-05-2005    | 2026     | Eigen jeugd                 |
| 3             | België      | Björn Engels           | 15-09-1994    | 2026     | Aston Villa FC              |
| 4             | Japan       | Yuto Tsunashima        | 15-08-2000    | 2028     | Tokyo Verdy                 |
| 5             | België      | Daam Foulon            | 23-03-1999    | 2028     | KV Mechelen                 |
| 17            | België      | Semm Renders           | 17-12-2007    |          | Eigen jeugd                 |
| 23            | Nederland   | Glenn Bijl             | 13-07-1995    | 2026     | Krylja Sovetov Samara       |
| 26            | Bulgarije   | Rosen Bozhinov         | 23-01-2005    | 2028     | FK CSKA 1948 Sofia          |
| 33            | België      | Zeno Van den Bosch     | 06-07-2003    | 2026     | Eigen jeugd                 |
| 67            | Ivoorkust   | Arouna Koné            | 20-12-2006    | 2029     | Olympique FC Adiaké         |
|               | Mali        | Boubakar Kouyaté       | 15-04-1997    | 2028     | Montpellier HSC             |
| Middenvelders |             |                        |               |          |                             |
| 8             | België      | Dennis Praet           | 14-05-1994    | 2026     | Leicester City FC           |
| 11            | België      | Geoffry Hairemans      | 21-10-1991    | 2027     | KV Mechelen                 |
| 16            | Argentinië  | Mauricio Benítez       | 03-02-2004    | 2026     | CA Boca Juniors             |
| 20            | Mali        | Mahamadou Doumbia      | 15-05-2004    | 2027     | JMG Academy Bamako          |
| 21            | België      | Andreas Verstraeten    | 10-01-2006    | 2028     | Eigen jeugd                 |
| 22            | Ivoorkust   | Farouck Adekami        | 13-02-2006    | 2027     | Right to Dream Academy      |
| 30            | Duitsland   | Christopher Scott      | 07-06-2002    | 2026     | FC Bayern München II        |
| 43            | België      | Youssef Hamdaoui       | 20-03-2008    | 2027     | Eigen jeugd                 |
| 77            | België      | Milo Horemans          | 18-05-2006    | 2026     | Eigen jeugd                 |
| Aanvallers    |             |                        |               |          |                             |
| 7             | Suriname    | Gyrano Kerk            | 02-12-1995    | 2026     | Lokomotiv Moskou            |
| 10            | België      | Michel-Ange Balikwisha | 10-05-2001    | 2026     | Standard Luik               |
| 14            | Ecuador     | Anthony Valencia       | 21-07-2003    | 2026     | CSD Independiente del Valle |
| 18            | Nederland   | Vincent Janssen        | 15-06-1994    | 2026     | CF Monterrey                |
| 19            | Oezbekistan | Mukhammadali Urinboev  | 24-04-2005    | 2029     | Pachtakor Tasjkent          |
| 24            | België      | Thibo Somers           | 16-03-1999    | 2028     | Cercle Brugge               |
| 76            | Nigeria     | Orseer Achichi         | 19-09-2006    | 2029     | P Sports Football Academy   |
| 79            | België      | Gerard Vandeplas       | 25-02-2006    | 2028     | Eigen jeugd                 |
| 92            | Nigeria     | Gabriel Jesus David    | 02-01-2007    |          | P Sports Football Academy   |

### Staf
| Naam                | Functie             | Sinds | Contract | Vorige club   |
| ------------------- | ------------------- | ----- | -------- | ------------- |
| Technische staf     |                     |       |          |               |
| Stef Wils           | Hoofdtrainer        | 2025  |          |               |
| Robert Molenaar     | Assistent-trainer   | 2025  |          | FC Schalke 04 |
| Faris Haroun        | Assistent-trainer   | 2025  |          |               |
| Brian Vandenbussche | Keeperstrainer      | 2022  |          | KMSK Deinze   |
| Sascha Van de Sande | Teammanager         |       |          |               |
| Jonas Dioos         | Head of analysis    | 2024  |          | KVC Westerlo  |
| Younes Abdel Wahab  | Assistent analysis  | 2024  |          |               |
| Medische staf       |                     |       |          |               |
| Peter Catteeuw      | Head of performance | 2017  |          | KRC Genk      |
| Sam De Cooman       | Performance coach   | 2024  |          |               |
| Jan Van Damme       | Head of physio      | 2020  |          | Club Brugge   |
| Jan Vandenhouten    | Head of physio      |       |          |               |
| Wim Geerts          | Teamdokter          |       |          |               |
| Kristof Sas         | Teamdokter          |       |          |               |
| Shaun Huygaerts     | Fitnesscoach        |       |          |               |
| Thomas Carpels      | Fitnesscoach        |       |          |               |
| Robin Thys          | Osteopaat           | 2017  |          | Cappellen FC  |
| Dries Meeusen       | Physio              |       |          |               |
| Gunther Scheipers   | Masseur             |       |          |               |
| Begeleidende staf   |                     |       |          |               |
|                     |                     |       |          |               |
| Yannick Zegers      | Kitman              | 2023  |          |               |
| Raymond De Witte    | Kitman              |       |          |               |
| Miranda Fleerackers | Kitwoman            |       |          |               |

## Voorzitters
| Periode    | Nat.              | Naam                           | Opmerking(en)  |
| ---------- | ----------------- | ------------------------------ | -------------- |
| 1892–1893  | Vlag van Engeland | Llelyn Evan Thomas             |                |
| 1893–1894  | Vlag van Engeland | Herbert Debenham               |                |
| 1894–1895  | Vlag van Engeland | Lewis Potter                   |                |
| 1895–1896  | Vlag van Engeland | Edgard Flint                   |                |
| 1897–1898  | Vlag van Engeland | F. Robyns                      |                |
| 1900–1906  | Vlag van België   | Oscar W. Molkau                |                |
| 1906–1907  | Vlag van België   | Nagels                         |                |
| 1907–1908  | Vlag van België   | François Verachtert            |                |
| 1908–1928  | Vlag van België   | Henri Elebaers                 |                |
| 1928–1929  | Vlag van België   | Alfred Verdyck en Robert Heinz |                |
| 1929–1932  | Vlag van België   | Henri Elebaers                 | Tweede periode |
| 1934–1968  | Vlag van België   | Fernand Collin                 |                |
| 1968–1969  | Vlag van België   | Jos Lahou                      |                |
| 1969–2012  | Vlag van België   | Eddy Wauters                   |                |
| 2012-2017  | Vlag van België   | Jan Michel                     |                |
| 2017-heden | Vlag van België   | Paul Gheysens                  |                |

## Trainers
Door de jaren heen heeft Royal Antwerp een hoop trainers gehad. Hieronder zie je een overzicht van de laatste tien trainers, met uitzondering van interim-trainers. Voor de volledige lijst wordt u doorverwezen naar Lijst van trainers van Antwerp FC.
| Periode    | Nat.                | Naam                 | Prijzen                                                                   | Opmerking(en) | Volgende club                |
| ---------- | ------------------- | -------------------- | ------------------------------------------------------------------------- | --- | ---------------------------- |
| 2016       | Vlag van België     | Frederik Vanderbiest |                                                                           | | Aris Limasol                 |
| 2016–2017  | Vlag van België     | Wim De Decker        | Eerste Klasse B 2016-17                                                   | | AA Gent (assistent)          |
| 2017–2020  | Vlag van Roemenië   | László Bölöni        |                                                                           | Eerste keer gekwalificeerd voor PO I in het seizoen 2018-19 Geplaatst voor de finale van de Beker van België 2019-20 | AA Gent                      |
| 2020       | Vlag van Kroatië    | Ivan Leko            | Beker van België 2019-20                                                  | Tweede plaats groepsfase Europa League 2020/21                                                                       | Shanghai Port FC             |
| 2021       | Vlag van België     | Frank Vercauteren    |                                                                           | |                              |
| 2021–2022  | Vlag van Denemarken | Brian Priske         |                                                                           | | Sparta Praag                 |
| 2022–2024  | Vlag van Nederland  | Mark van Bommel      | Eerste Klasse A 2022-23, Beker van België 2022-23 Belgische Supercup 2023 | Eerste landstitel in 66 jaar Eerste Supercup Geplaatst voor de groepsfase van de UEFA Champions League               |                              |
| 2024–2025  | Vlag van België     | Jonas De Roeck       |                                                                           | |                              |
| 2025       | Vlag van Nederland  | Andries Ulderink     |                                                                           | | Bayer Leverkusen (assistent) |
| 2025–heden | Vlag van België     | Stef Wils            |                                                                           | |                              |

## Bekende (oud-)spelers
Naast de bekende trainers, heeft Antwerp ook bekende spelers onder contract gehad. Voor een overzicht van spelers die voor Antwerp hebben gespeeld, zie Lijst van spelers van Antwerp FC.

## Transfers

#### Top 10 inkomende transfers
|    | Naam speler            | Van club                    | Prijs (milj. EUR) | Jaar |
| -- | ---------------------- | --------------------------- | ----------------- | ---- |
| 1  | George Ilenikhena      | Amiens SC                   | 6,00              | 2023 |
| 2  | Willian Pacho          | CSD Independiente del Valle | 5,57              | 2022 |
| 3  | Vincent Janssen        | CF Monterrey                | 5,50              | 2022 |
| 4  | Michel-Ange Balikwisha | Standard Luik               | 5,00              | 2021 |
| 4  | Jurgen Ekkelenkamp     | Hertha BSC                  | 5,00              | 2022 |
| 4  | Mandela Keita          | Oud-Heverlee Leuven         | 5,00              | 2024 |
| 7  | Gastón Ávila           | CA Boca Juniors             | 4,40              | 2022 |
| 8  | Toby Alderweireld      | Al-Duhail SC                | 4,00              | 2022 |
| 9  | Björn Engels           | Aston Villa                 | 3,50              | 2021 |
| 10 | Benson Manuel          | KRC Genk                    | 3,00              | 2019 |

- Bron: transfermarkt.nl - laatst bijgewerkt: 23/01/2025

#### Top 10 uitgaande transfers
|    | Naam speler        | Naar club           | Prijs (milj. EUR) | Jaar |
| -- | ------------------ | ------------------- | ----------------- | ---- |
| 1  | George Ilenikhena  | AS Monaco           | 18,75             | 2024 |
| 2  | Arthur Vermeeren   | Atlético Madrid     | 18,00             | 2024 |
| 3  | Mandela Keita      | Parma Calcio 1913   | 15,00             | 2024 |
| 4  | Willian Pacho      | Eintracht Frankfurt | 13,65             | 2023 |
| 5  | Gastón Ávila       | AFC Ajax            | 12,50             | 2023 |
| 6  | Jacob Ondrejka     | Parma Calcio 1913   | 7,00              | 2025 |
| 7  | Jurgen Ekkelenkamp | Udinese             | 5,50              | 2024 |
| 8  | Benson Manuel      | Burnley FC          | 4,00              | 2022 |
| 9  | Martin Hongla      | Hellas Verona       | 3,70              | 2022 |
| 10 | Ayrton Costa       | CA Boca Juniors     | 3,40              | 2025 |